# Penthouse (альбом)
Penthouse  — третий студийный альбом американской рок-группы Luna. Он был выпущен 8 августа 1995 года на лейбле Elektra Records. Альбом был признан 99-м Лучшим диском 1990-х годов журналом Rolling Stone.

## Отзывы
| Оценки критиков                   | Оценки критиков |
| Источник                          | Оценка          |
| --------------------------------- | --------------- |
| AllMusic                          | [ 2 ]           |
| Christgau's Consumer Guide        | A               |
| The Encyclopedia of Popular Music | [ 4 ]           |
| Entertainment Weekly              | C−              |
| NME                               | 7/10            |
| The Province                      | [ 7 ]           |
| The Rolling Stone Album Guide     | [ 8 ]           |
| Select                            | 4/5             |

Альбом получил положительные отзывы музыкальных критиков. Стивен Томас Эрлевайн из AllMusic считает, что «Penthouse не так очарователен, как Bewitched, поскольку Дин Уэрэм переживает небольшой спад в написании песен, но пышные, гулкие гитары группы по-прежнему очаровывают, и их эффективно дополняют примитивные клавишные и струнные. Ни одна из песен не похожа друг на друга, но омывание воздушными мелодиями и гитарами делает Penthouse вполне слушабельным. Кроме того, альбом содержит один потрясающий бонус-трек „Bonnie and Clyde“, кавер на песню Сержа Генсбура и Бриджит Бардо, исполненную на французском языке Уэрэмом и Летицией Садье из Stereolab».

## Список композиций
1. «Chinatown» — 4:39
2. «Sideshow by the Seashore» — 3:12
3. «Moon Palace» — 3:46
4. «Double Feature» — 4:27
5. «23 Minutes in Brussels» — 6:40
6. «Lost in Space» — 3:44
7. «Rhythm King» — 3:16
8. «Kalamazoo» — 6:26
9. «Hedgehog» — 3:05
10. «Freakin' and Peakin'» — 6:12
11. «Bonnie and Clyde» — 5:27 (Серж Генсбур) (Бонус-трек на CD, не представленный на виниловых и кассетных релизах)